# نویز
نویز (به انگلیسی: Noise) یا نوفه به معنی آلودگی صوتی است، اما در علوم و مهندسی، به سیگنالی ناخواسته گفته می‌شود که بر سیگنال‌های دیگر اثر نامطلوب می‌گذارد؛ مثلاً با اضافه شدن یا برخورد به سیگنال اصلی، شکلِ آن‌ را تغییر می‌دهد، یا آن را از مسیر حرکت خود، منحرف می‌کند، و در نتیجه باعث اختلال می‌شود.
در علوم و مهندسی انواع گوناگون نویز تعریف می‌شود که تعریف دقیق آن‌ها در کاربردهای مختلف، لزوماً یکسان نیست.
نویز، ذاتاً ماهیّتی تصادفی یا اتفاقی (به انگلیسی: Random or Stochastic) دارد، بنابراین در بررسی و مشخص‌کردن آن از مفاهیم آمار و احتمال استفاده می‌شود.

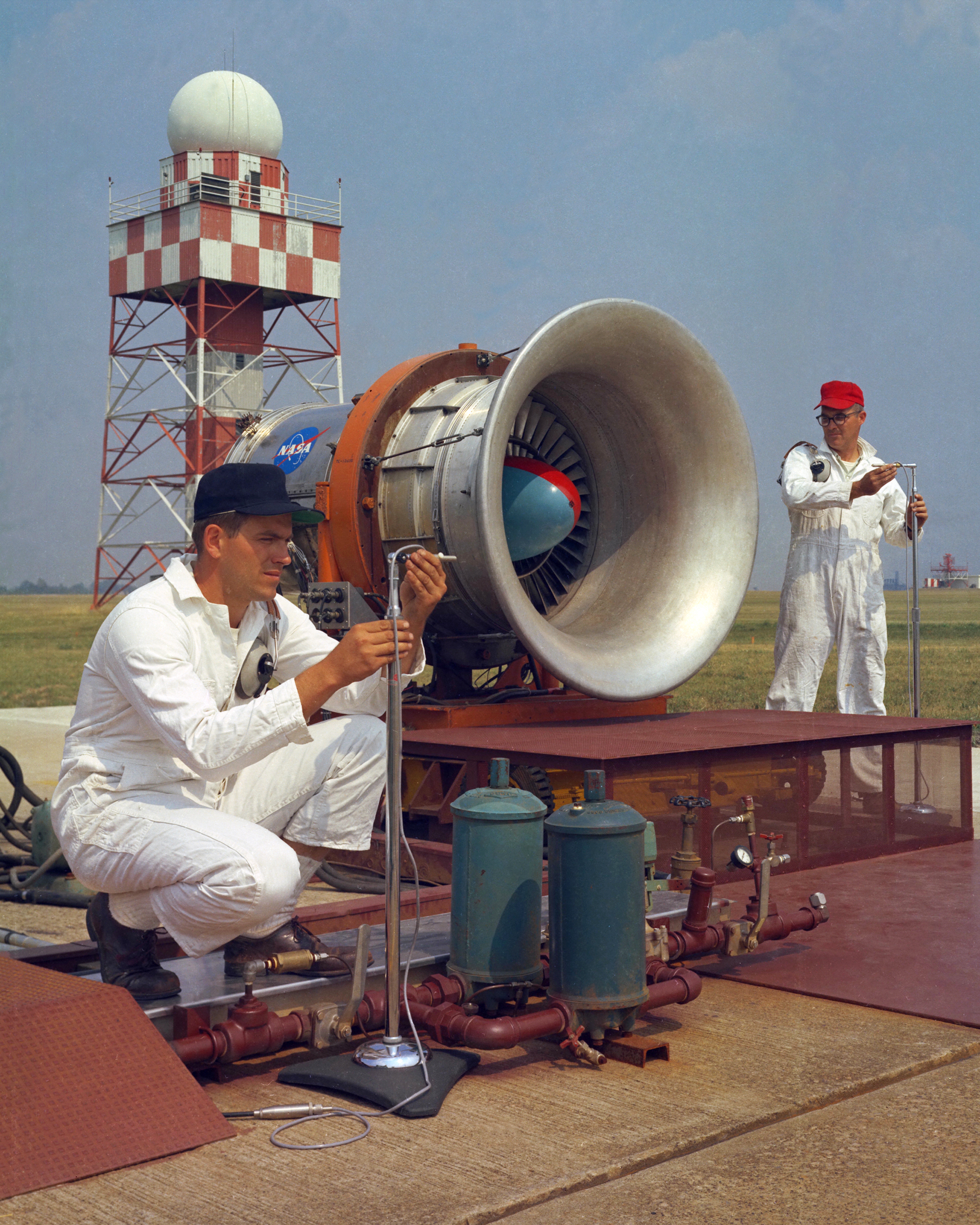
پژوهشگران ناسا در «مرکز پژوهش گلِن» بر سر اجرای آزمون‌های نویزٔ موتور جت در سال ۱۹۶۷میلادی.

برای مثال، نویزِ تصویر اغلب بر روی مؤلفه‌های فرکانس‌بالا در تصویر اثر می‌گذارد. دامنهٔ طیف توان نویز، که طیف وینِر (به انگلیسی: Wiener Spectrum) هم نامیده می‌شود، همان واریانس نویز ({\displaystyle \sigma ^{2}}) است. طیف توانِ نویزِ تصویر، تابعی از بسامد فضایی است.

## انواع نوفه

### نوفه گرمایی
گرما باعث افزایش جنبش اتفاقی الکترون‌ها شده و منجر به تولید سیگنال الکتریکی نسبتاً ضعیفی می‌شود که نوفه گرمایی نام دارد. این سیگنال ضعیف می‌تواند بر سیگنال‌های دیگر اثر گذاشته و آنها را تغییر دهد.

### تداخلناشی ازالقای الکترومغناطیسی
موتورهای درون‌سوز مانند موتور خودرو که در آنها از جرقهٔ شمع خودرو برای احتراق استفاده می‌شود، قطع و وصل شدن ولتاژ سر شمع‌ها در دلکوی خودرو، یا موتور الکتریکی وسیله‌های خانگی، منابعی برای تولید نویز القایی هستند (هر چند ماهیت این نویزها لزوماً یکسان نیست). این وسیله‌ها مانند یک فرستنده عمل می‌کنند و می‌توانند نویز ارسال کنند، و هر دستگاه برقی یا الکترونیکی دیگری (مانند رادیوی خودرو) که در نزدیکی این منابع نویز قرار گرفته‌است، این نویز را دریافت می‌کند. کابل برق فشار قوی یا رعد و برق نیز نویزٔ القایی ایجاد می‌کنند.

### هم‌شنوی
هم‌شنوی اثر میدان‌های مغناطیسی یک کابل بر روی خود کابل است. این نویز گاهی القاء متقابل نیز نامیده می‌شود.